# ألان تومسون (سياسي)
ألان تومسون (بالإنجليزية: Alan Thompson)‏ هو سياسي بريطاني وبريطاني (وحمل سابقاً جنسية المملكة المتحدة لبريطانيا العظمى وأيرلندا)، ولد في 16 سبتمبر 1924، وتوفي في 18 فبراير 2017. حزبياً، نشط في حزب العمال. وفي الانتخابات العامة في المملكة المتحدة 1959 ‏، انتخب عضو البرلمان الثاني والأربعون للمملكة المتحدة ‏ عن دائرة Dunfermline Burghs (UK Parliament constituency) ‏ (8 أكتوبر 1959 – 25 سبتمبر 1964).